# 在日リビア人
在日リビア人（ざいにちリビアじん、アラビア語: ليبيون في اليابان）は、日本に一定期間在住するリビア国籍の人々である。

## 統計
日本の法務省の在留外国人統計によると、2018年6月末時点で在日リビア人は70人である。
在留資格別（3位まで）
| 順位 | 在留資格 | 人数 |
| ---- | -------- | ---- |
| 1    | 家族滞在 | 34   |
| 2    | 永住者   | 9    |
| 3    | 留学     | 7    |

都道府県別（3位まで）
| 順位 | 都道府県 | 人数 |
| ---- | -------- | ---- |
| 1    | 東京     | 23   |
| 2    | 兵庫     | 12   |
| 3    | 京都     | 8    |

## 著名人
- アメッド・ムフター・ルフマ・ナイリ - 駐日全権公使兼臨時代理大使